# Ashton Kutcher
Christopher Ashton Kutcher (Cedar Rapids, 7 de fevereiro de 1978) é um ator, produtor de televisão e investidor norte-americano, conhecido por sua interpretação do personagem Michael Kelso na sitcom That '70s Show, da Fox e em Two and a Half Men no papel de Walden Schimdt.
De 2016 até 2020, interpretava  Colt Bennett, na série The Ranch, da Netflix. Também apresentou o programa Punk'd, na MTV, além de desempenhar papéis de destaque em diversos filmes de Hollywood, como Dude, Where's My Car?, Just Married, The Butterfly Effect, The Guardian e What Happens in Vegas. É produtor e co-criador do programa de televisão sobrenatural Room 401 e do reality show Beauty and the Geek, e estrela a sitcom Two and a Half Men, da CBS, interpretando Walden Schmidt.
Além do entretenimento, Kutcher também é um capitalista de risco. Ele é co-fundador da empresa de capital de risco A-Grade Investments. Na SXSW em 14 de março de 2015, Kutcher anunciou a Sound Ventures, sucessora da A-Grade Investments, gerenciando um fundo apoiado por financiamento institucional. Kutcher também investiu com sucesso em várias startups de alta tecnologia. Kutcher tem investimentos em mais de 60 empresas, sendo as mais proeminentes como Skype, Foursquare, Airbnb, Path e Fab.com.

## Início da vida
Kutcher nasceu em Cedar Rapids, Iowa, filho de Diane Finnegan e Larry M. Kutcher, um trabalhador de fábrica . Ele tem ascendência tcheca, alemã e irlandesa .
Kutcher foi criado em uma família católica "relativamente conservadora". Ele tem uma irmã mais velha chamada Tausha e um irmão gêmeo fraternal chamado Michael, que teve um transplante de coração quando os irmãos eram crianças pequenas. Michael também tem paralisia cerebral e é um porta-voz da organização de advocacia Reaching for the Stars . A cardiomiopatia de Michael fez com que a vida doméstica de Kutcher se tornasse cada vez mais estressante. Ele disse que "não queria voltar para casa e encontrar mais más notícias" sobre seu irmão, afirmando: "Eu me mantive tão ocupado que não me permiti sentir".
Kutcher frequentou a Washington High School em Cedar Rapids para seu primeiro ano, antes de sua família se mudar para Homestead, Iowa, onde frequentou a Clear Creek Amana High School. Durante o ensino médio, ele desenvolveu uma paixão por atuar e apareceu em peças escolares. Sua vida doméstica piorou quando seus pais se divorciaram quando ele tinha 16 anos. Durante seu último ano, ele arrombou o ensino médio à meia-noite com sua prima em uma tentativa de roubar dinheiro; ele foi preso deixando a cena. Kutcher foi condenado por roubo de terceiro grau e condenado a três anos de liberdade condicional e 180 horas de serviço comunitário. Kutcher afirmou que, embora a experiência o tenha "endireitado", ele perdeu a namorada e previu bolsas de estudo para a faculdade, e foi condenado ao ostracismo na escola e em sua comunidade .
Kutcher matriculou-se na Universidade de Iowa em agosto de 1996, onde seu maior plano era a engenharia bioquímica, motivada pelo desejo de encontrar uma cura para a doença cardíaca de seu irmão. Na faculdade, Kutcher foi expulso de seu apartamento por ser muito "barulhento" e "selvagem". Kutcher afirmou: "Eu pensei que sabia tudo, mas eu não tinha ideia. Eu estava festejando, e eu acordei muitas manhãs sem saber o que eu tinha feito na noite anterior. Eu joguei muito duro. Estou surpreso Eu não estou morto " . Para ganhar dinheiro para sua matrícula, Kutcher trabalhou como alugador no departamento de cereais para a fábrica da General Mills em Cedar Rapids e às vezes vendia seu plasma sanguíneo. Enquanto estava na Universidade de Iowa, ele foi abordado por um modelo de escoteiro em um bar chamado The Airliner em Iowa City, Iowa, e foi recrutado para participar da competição de modelagem "Fresh Faces of Iowa". Após a primeira colocação, ele abandonou a faculdade e ganhou uma viagem à cidade de Nova York para a Convenção da Associação Internacional de Modelagem e Talentos (IMTA). Após sua estada na cidade de Nova York, Kutcher retornou a Cedar Rapids, antes de se mudar para Los Angeles para seguir carreira como ator.

## Carreira

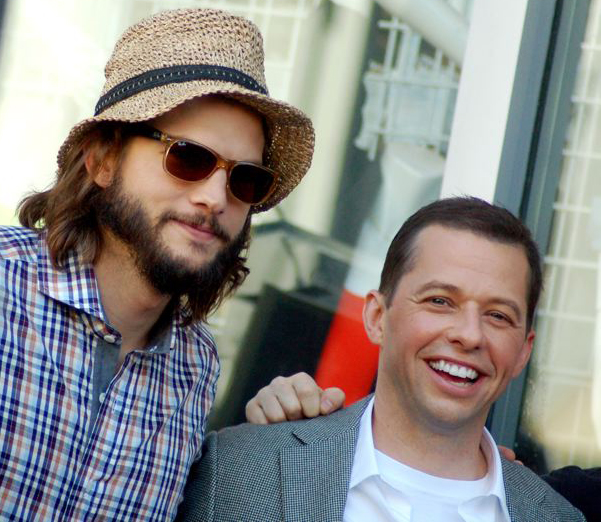
Kutcher e Jon Cryer em setembro de 2011 na premiação de Two and a Half Men.

Após seu sucesso na modelagem, Kutcher se mudou para Los Angeles depois de sua primeira audição. Ele foi escalado como Michael Kelso na série de televisão That '70s Show, de 1998 a 2006. Kutcher foi escalado para uma série de papéis no cinema; embora ele fez o teste, mas não foi escalado para o papel de Danny Walker em Pearl Harbor (2001) (substituído por Josh Hartnett), ele estrelou em vários filmes de comédia, incluindo Cara, Cadê Meu Carro? (2000), Just Married (2003) e Guess Who (2005). Ele apareceu no filme da família de 2003, Cheaper By The Dozen, como um ator obcecado por si mesmo. No filme de drama de 2004, The Butterfly Effect, Kutcher interpretou um jovem em conflito que viaja no tempo. O filme recebeu críticas negativas, mas foi um sucesso de bilheteria .

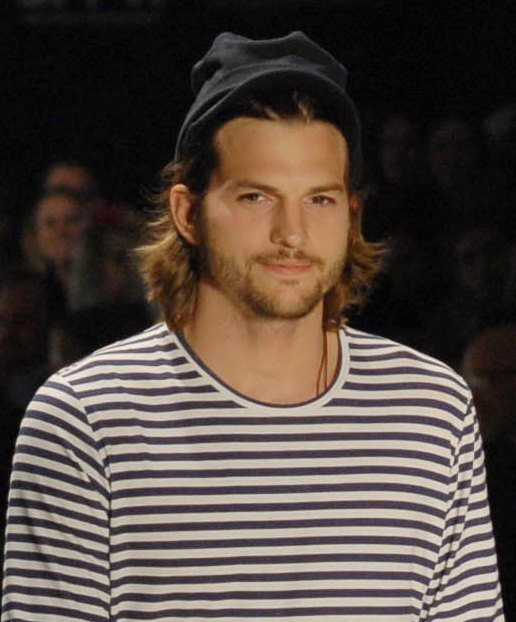
Kutcher desfila para São Paulo Fashion Week em junho de 2011

Em 2003, Kutcher produziu e estrelou como apresentador em sua própria série, o Punk'd, da MTV, que envolvia truques de câmera escondidas em celebridades. Ele também é produtor executivo dos reality shows de televisão Beauty and the Geek, Adventures in Hollyhood (baseado no grupo de rap Three 6 Mafia), The Real Wedding Crashers, e no game show Opportunity Knocks. Muitos de seus créditos de produção, incluindo Punk'd, vem da Katalyst Films, uma produtora que ele dirige com o parceiro Jason Goldberg .
Devido a conflitos de agendamento com as filmagens do The Guardian, Kutcher foi incapaz de renovar seu contrato para a oitava e última temporada do That '70s Show, embora ele tenha aparecido em seus primeiros quatro episódios (creditado como convidado especial) e retornado para o final da série. Kutcher produziu e estrelou a comédia de ação de 2010, Killers, na qual ele interpretou um assassino . Em maio de 2011, Kutcher foi anunciado como o substituto de Charlie Sheen na série Two and a Half Men .
O contrato de Kutcher durou um ano e foi estimado em quase US $ 20 milhões . Sua estreia como o personagem Walden Schmidt, intitulado " Prazer em conhecê-lo, Walden Schmidt ", foi visto por 28,7 milhões de pessoas em 19 de setembro de 2011. A Nielsen afirmou que esse número foi mais do que qualquer episódio da primeira série. Kutcher ganhou US $ 750.000 por episódio no show. O show terminou com um final de 40 minutos da série "Of Course He's Dead" em 19 de fevereiro de 2015.
Desde 2016, ele estrelou na série Netflix, The Ranch, ao lado de Danny Masterson, Elisha Cuthbert e Debra Winger, fazendo o papel de Colt Bennett, filho de um fazendeiro do Colorado (Sam Elliott) voltando para casa de uma carreira de futebol semi-profissional, para administrar os negócios da família no rancho.

## Filmografia
| Ano       | Título                | Papel                | Notas                     |
| --------- | --------------------- | -------------------- | ------------------------- |
| 1998-2006 | That '70s Show        | Michael Kelso        | Série de TV               |
| 1999      | Coming Soon           | Louie                |                           |
| 2000      | Dude, Where's My Car? | Jesse Montgomery III |                           |
| 2000      | Down to You           | Jim Morrison         |                           |
| 2001      | Texas Rangers         | George Durham        |                           |
| 2003      | Just Married          | Tom Leezak           |                           |
| 2003      | Cheaper by the Dozen  | Hank                 |                           |
| 2003      | My Boss's Daughter    | Tony Stansfield      |                           |
| 2004      | The Butterfly Effect  | Evan Treborn         | também produtor executivo |
| 2005      | A Lot Like Love       | Oliver Martin        |                           |
| 2005      | Guess Who             | Simon Green          | também produtor           |
| 2006      | The Guardian          | Jake Fischer         | na produção               |
| 2006      | Open Season           | Elliot               | voz                       |
| 2006      | Bobby                 | Traficante           |                           |
| 2008      | What Happens in Vegas | Jack Fuller          |                           |
| 2008      | Personal Effects      | Walter               |                           |
| 2009      | Spread                | Nikki                |                           |
| 2010      | Valentine's Day       | Reed Bennet          |                           |
| 2010      | Killers               | Spencer Aimes        |                           |
| 2011      | No Strings Attached   | Adam Franklin        |                           |
| 2011      | New Year's Eve        | Randy                |                           |
| 2011-2015 | Two and a Half Men    | Walden Schmidt       | Série de TV               |
| 2013      | Jobs - Get Inspired   | Steve Jobs           |                           |
| 2014      | Annie                 | Simon Goodspeed      |                           |
| 2016-2020 | The Ranch             | Colt Bennett         | Websérie                  |
| 2018      | The Long Home         | Nathan Winer, Sr.    |                           |
| 2023      | That '90s Show        | Michael Kelso        |                           |

## Vida pessoal
Ashton Kutcher foi o primeiro usuário do Twitter a chegar à marca de 1 milhão de seguidores, tudo começou com uma disputa feita por ele contra a rede de noticias CNN. Após vencer a aposta, a CNN colocou o nome aplusk, usado por Kutcher no Twitter, no letreiro luminoso de sua sede.
Em 2002, Kutcher teve seu primeiro relacionamento que chamou a atenção da mídia, no entanto, foi com a atriz Brittany Murphy. O casal, que teve uma boa aprovação do público jovem na época por conta da comédia romântica que estrelaram juntos, anunciou o fim do relacionamento em 2003.
Em 2003, começou a namorar a atriz Demi Moore, em setembro de 2005 casaram-se e separaram-se em novembro de 2011.
Em 2019, está casado com a atriz Mila Kunis, tendo eles contracenado juntos em That '70s Show. No dia 1 de outubro de 2014 tornou-se pai de uma menina, Wyatt Isabelle Kutcher, filha dele e de Mila Kunis. No dia 30 de novembro de 2016 Kunis deu à luz o segundo filho do casal, um menino, Dimitri Portwood Kutcher.
Além da carreira na mídia é também investidor, principalmente na área das startups, tendo já investido em negócios como Uber, Spotify e Skype.